# Adriaan Willem Weissman

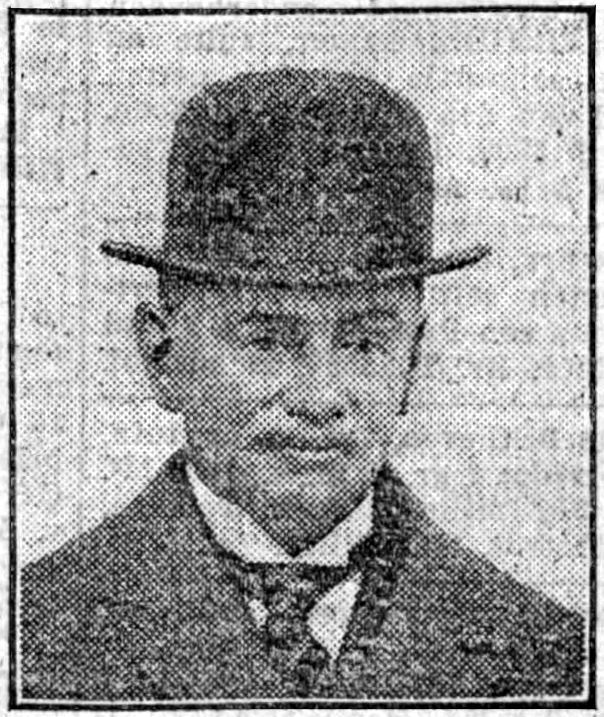
A.W. Weissman

Adriaan Willem Weissman, Pseudonym Candidus, (* 4. März 1858 in Amsterdam; † 13. September 1923 in Haarlem) war ein niederländischer Architekt des Historismus, der insbesondere auch als Fachschriftsteller für Architektur und Denkmalschutz aktiv war.

## Leben
Weissman war der älteste Sohn des Adriaan Willem Weissman (1818–1881) und dessen Frau Wilhelmine Bernardine (geborene Stoerhaan; 1830–1921). Er besuchte zunächst die Agnietenschule bei Meister Heinsius in der Straße Oudezijds Voorburgwal im Zentrum von Amsterdam. Nach dem Abitur begann er ein Studium an der Staatlichen Akademie der Bildenden Künste und erhielt zugleich eine Ausbildung in einem Architekturbüro durch den Stadtbaumeister Willem Springer (1815–1907) und dem Architekten Bastiaan de Greef (1818–1899) dessen Nachfolger Weissman später wurde. In den Jahren 1876 bis 1882 arbeitete er als Vorarbeiter und Zeichner im Büro von Adolf Leonard van Gendt (1835–1901). Ihm wurden schon in jungen Jahren wichtige Aufgaben anvertraut und er erhielt Zugang zu den Archiven der Stadt, so dass er dort umfassende Studien zur Architekturgeschichte Amsterdams und der Großmeister Hendrick de Keyser und Jacob van Campen durchführen konnte. Er wurde gebeten zum 300. Todestag de Keysers in der Zuiderkerk eine Rede zu halten, bei der auch ein von ihm entworfener Gedenkstein aufgestellt wurde. Er war von 1891 bis 1894 Stadtarchitekt von Amsterdam. In dieser Zeit errichtete er das Stedelijk Museum, woraufhin er aufgrund von Meinungsverschiedenheiten über diesen Bau aus dem städtischen Dienst entlassen wurde.
Anschließend kam Weissman vorübergehend nach Nijmegen, um einen Entwurf für ein „Concertgebouw“ anzufertigen. In Amsterdam besaß er ein Haus am Willemsparkweg 119, das er selbst entworfen hatte.
Weissman interessierte sich darüber hinaus für die Musik und die Literatur. Er soll zu einem offiziellen Besuch einmal das Glockenspiel im Turm der Zuiderkerk betätigt haben, da kein Glockenspieler vor Ort war. Er war einer der Gründer des Kulturerbe- und Denkmalschutzvereins „Erfgoedvereniging Bond Heemschut“ als deren Sekretär er viele Jahre lang tätig war. Er setzte sich für den Erhalt alter Bauwerke ein und gab auch die Zeitschrift Bouwwereld heraus, in der er es anprangerte, wenn ein Stadtkanal zugeschüttet oder ein altes Stadttor vom Abriss bedroht wurde. Um die alten Gebäude, die allmählich aus dem Stadtbild verschwanden, zumindest im Bild zu erhalten, unterbreitete er der Königlichen Archäologischen Gesellschaft (niederländisch Koninklijk Oudheidkundig Genootschap) gemeinsam mit Gerrit van Arkel (1858–1918) den Vorschlag diese Gebäude in einer Beschreibung der nordholländischen Altertümer festzuhalten. Besondere Faszination übte das alte Amsterdamer Rathaus auf ihn aus, in dem er unermüdlich Führungen für Gruppen interessierter Menschen unternahm und Auskünfte zu jedem kleinsten Detail gab. Er veröffentlichte auch mehrere Bücher und Zeitschriftenartikel zu diesem Gebäude.

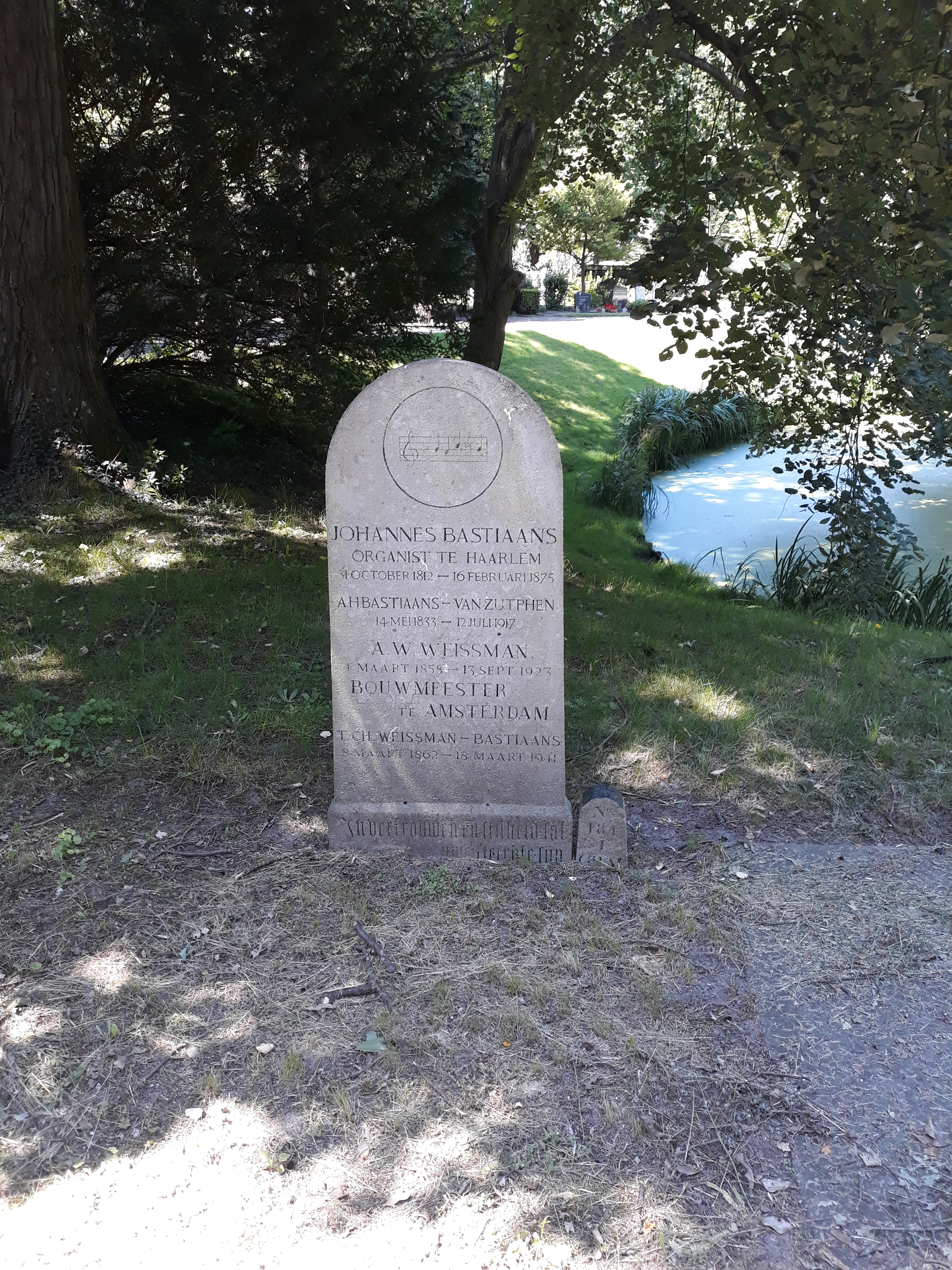
Familiengrab Johannes Gijsbertus Bastiaans und Weissman

## Familie
Weissman heiratete am 20. April 1893 die aus Haarlem stammende Tonia Christina (geborene Bastiaans; 8. März 1862 – 18. März 1941), eine Tochter des Organisten Johannes Gijsbertus Bastiaans (31. Oktober 1812 – 16. Februar 1875) und dessen Frau Alberdina Helena (geborene van Zutphen; 14. Mai 1833 – 12. Juli 1917).
Er hatte mehrere Geschwister unter anderem:
- Andries Weissman (* um 1868) ⚭ 11. September 1913 mit Geertruida Polder

Weissman wurde am 17. September 1923 auf dem Allgemeinen Friedhof in Haarlem beigesetzt.

## Auszeichnungen (Auswahl)
- Goldene Verdienstmedaille der Gesellschaft zur Förderung der Architektur niederländisch Maatschappij tot Bevordering der Bouwkunst für sein Werk über die Geschichte der niederländischen Architektur.

## Werke (Auswahl)

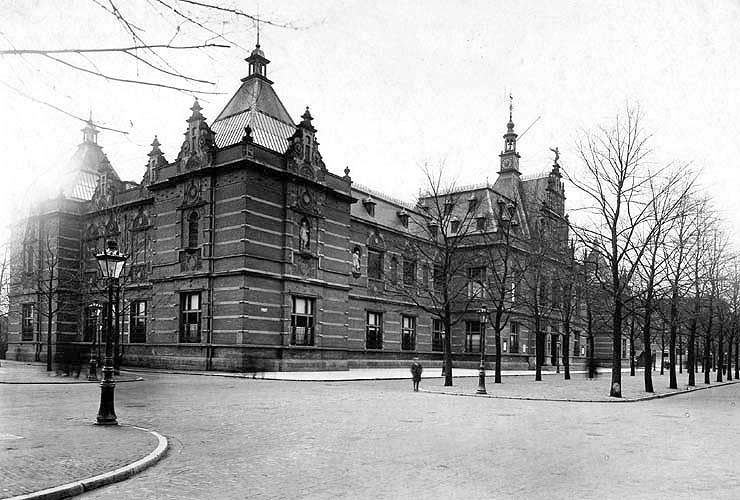
Das Stedelijk Museum in Amsterdam

Weissman publizierte auch auf dem Gebiet der Architekturgeschichte.
- Gebäude am Oosterbegraafplaats (Ziegel und Terrakotta in italienischem Stil)
- Stedelijk Museum in Amsterdam
- Villa in der Jan Luykenstraat
- Wohnkomplexe im Stadtteil Staatsliedenbuurt
- Umbau des historischen Waaggebäudes am Nieuwmarkt zum Archiv[5]

Schriften
- mit Gerrit van Arkel: Noord-Hollandsche Oudheden. Mehrere Bände, Ten Brink & De Vries, Amsterdam 1894–1905.
- Nederlandsche kerken. In: Elseviers geïllustreerde Maandschrift. Mehrere Jahrgänge, Teil 1: De St. Bavokerk te Haarlem 1904, S. 230–239 (dbnl.org).
- De gebakken steen. Ipenbuur & van Seldam, Amsterdam 1905 (niederländisch, archive.org).
- Monumentaal Nederland. N.V. De Tulp, Haarlem 1910.
- Geschiedenis der Nederlandsche Bouwkunst. Looy, Amsterdam 1912.
- Oud-Haarlem. In: Koninklijke Nederlandse Oudheidkundige Bond (Hrsg.): Bulletin van den Nederlandschen Oudheidkundigen Bond. 2. Serie, 6. Jahrgang, Heft 3, April 1913, doi:10.11588/diglit.19802.26 (niederländisch, digi.ub.uni-heidelberg.de).
- mit Hajo Brugmans: Het stadhuis van Amsterdam. Elsevier, Amsterdam 1914.
- Guide for visitors of the Royal Palace in Amsterdam. Society Amstelodamum, Amsterdam 1924.
- Geschiedenis der beeldende kunst : voor Nederland bew. Band I: De Renaissance in Italië, Band II: De Renaissance in het Noorden en de kunst van de 17e en 18e eeuw. Sijthoff, Leiden [1928] (übersetzt aus dem Deutschen; Original von Anton Springer).